# 原宿ぽむ
原宿 ぽむ（はらじゅく ぽむ、3月27日 - ）は、日本のプロレスラー。東京女子プロレス所属。原宿生まれ原宿出身。血液型O型。本人曰く「永遠の3歳児」。

## 経歴
DDTプロレス教室出身。デビュー決定に当たり練習生キョウ(仮)から原宿ぽむにリングネームを決定。
2018年
- 11月24日、成増アクトホール「HOW DO YOU LIKE NARIMASU？」大会で坂崎ユカ戦でデビュー[4]。
- 12月1日、新宿FACE大会にて、猫はるなを相手に初勝利。

2020年
- 10月3日、成増アクトホールにてプリンセスタッグ王座次期挑戦者決定戦が行われる。当初出場予定だった上福ゆきの負傷欠場により急遽抜擢されて桐生真弥と組んで爆れつシスターズと戦うも敗北し挑戦権は獲得ならず。

2022年
- 3月6日、板橋グリーンホール大会にて難波小百合リングアナの欠場により代理リングアナ「難波ぽむ」として前説から全試合の選手コール、ルール説明、後説までやり遂げる。

2024年
- 11月30日、タイ・バンコクのサーカス・スタジオで行われたSETUP Thailand Pro Wrestlingの大会で、マッチャを破ってSETUP認定オールアジア女子王座を獲得[5][6]。

## 人物
10年の水泳歴を持つ（ただし本格的に選手をやっていたわけではない）。2017年にタイ・ジャパンエキスポで行っていたみちのくプロレスで初めてプロレスを観戦。「ピコ太郎を見に行ったらやってて」引き込まれた。
趣味の一つに写真があり、ぽむ撮影による東京女子プロレス参戦選手の私服ポートレート「ぽむとれーと」が発売されたこともある。

## 得意技
わかりやすく痛みの伝わる技と相手をおちょくるような動きが身上。
ぽむ・ど・じゃすてぃす
四つん這いの相手を踏み台にしてジャンプし、延髄に落とすギロチン・ドロップ。
命名はギロチンのフランス語における正式名称「ボワ・ド・ジュスティス（Bois de Justice/正義の柱）」から。主なフィニッシャー。
ラフォーレ原宿
人工衛星ヘッドシザース。
スネ蹴り(インローキック)
ロープワークや串刺し攻撃から急停止して向う脛を蹴り飛ばす。走り込みから止まらず蹴るタイプや、カウンター式キチンシンクの要領ですれ違いざまに蹴り転ばせるタイプも使用。
各種スネ狙い攻撃
スネへのギロチン・ドロップや平行飛びの低空ドロップキック、レッグロックなどを使用。
でんでん太鼓
長座した相手の後ろに立ち、相手の両腕を自身の脚でクラッチしつつ相手の胸を太鼓のように上から叩く。
当初キディランドと命名したが、浸透しなかったため通称だった「でんでん太鼓」に正式決定。
Pアタック
全身で「P」の字を作った状態で相手に向かっていく体当たり。
ミサイルキック
反転式アームホイップ
膝カックン
でんでん太鼓などへの繋ぎとして使用。

## タイトル歴
SETUP Thailand Pro Wrestling
- SETUP認定オールアジア女子王座（第2代）

## 入場曲
TAKENOKO
作曲：マサキ